# يلينا كاتينا
لينا كاتينا (بالروسية: Елена Сергеевна Катина)‏ مغنية روسية، ولدت في 4 أكتوبر 1984م. وهي العضوة الثانية من الفرقة الغنائية الروسية تاتو.

## الطفولة
ولدت لينا في موسكو وهي الابنة الكبري بين إخوتها الثلاث وهي البنت الوحيدة لسيرجي كاتين مؤلف أغاني البوب الروسية المعروف، وأختها الصغرى كاتيا من أب آخر بينما أخوها إيفان من أم أخرى، كما تربت لينا في إطار ديني حيث تتبع المسيحية
الارثودكسية الروسية.
في سنة 1992 انضمت لينا لفريق روسي مشهور من الأطفال يدعي "Avenue" حيث استمرت معه ثلاث سنوات قبل الانضمام الي «نيبوسيدي» أشهر وأضخم فرقة غنائية للأطفال في ذلك الوقت. هوايات لينا تتضمن الجيمانيزيوم والباليه والتزحلق علي الجليد والسباحة وركوب الخيل كما أنها عازفة بيانو ماهرة.

## الحياة المهنية
لينا كانت أول من اختارها إيفان شابوفالوف لتكون عضوة في تاتو عام 1999م، حيث سجلت مجموعة من التجارب منها "Yugoslavia" و"Belochka". وبعدها انضمت لها يوليا فولكوفا، وكان يجب على لينا أن تفقد 10 كيلو جرامات من وزنها وهو الأمر الذي نجحت فيه.
نجح الثنائي في تقديم عدة أغاني ناجحة من بينها "All the Things She Said ،"Not Gonna Get Us" و"All About Us". أغنيتهم الأولى "أول ذا ثينق شي سيد" وصلت للمرتبة الأولى في 19 دولة من بينها روسيا وبريطانيا، ليصبح الثنائي أنجح فرقة تغني بوب من روسيا.
وفي مقابلة معها في 2006م أعلنت لينا أن والديها لم يكونوا سعداء عندما قررت أن تصبح مغنية إلا أن أباها لم يؤثر علي قرارها.
ولينا تتكلم اللغة الإنجليزية بشكل جيد كما تحب القراءة وخاصة الروايات الرومانسية كما أنها تقضي كثير من وقت فراغها في العزف علي البيانو.
ظهرت كاتينا مع فولكوفا مع الممثلة ميشا بارتون بطلة العمل الرئيسية، في فيلم (أنت وأنا) You and I، عن رواية أليكسي ميتروفانوف و أنستسيا مويسيفا أخرجه رولاند جوف Roland Joffe وتم تقديمه في مهرجان كان السينمائي في عام 2008م.
قدمت أول أداء منفرد لها في تروبادور بتاريخ 30 مايو 2010م، كما سجلت أغنية منفردة باسم «الملاك الحارس» مع فرقة ما بعد المتشددين الكندية Abandon All Ships ، وأدرجتها في ألبومها الأول عام 2010م Geeving، وفي 17 يونيو 2011م عرضت أغنية منفردة أخرى بعنوان "Never Forget" لأول مرة على محطة الراديو المكسيكية FMTU 103–7 في مونتيري.
في 17 مارس 2014م؛ أصدرت كاتينا أول ألبوم مباشر لها بعنوان European Fan Weekend 2013 Live ، والذي تضمن أغانيها المنفردة، بالإضافة إلى عدد من t.A.T.u. المسارات.
في أكتوبر2017م؛ أصدرت أغنية باللغة الإنجليزية بعنوان «سايلنت هيلز»، وفي ديسمبر نشرت أغنية "Here I Go Again"، بالتعاون مع Daddy Mercury، وفي 3 مارس 2018م، أصدرت أغنية باللغة الروسية بعنوان "After Us"، تم أصدرت ثلاث أغنيات فردية أخرى باللغة الروسية، في وقت لاحق من ذلك العام وهي: "Braids"، "You Smoke"، "McDonald's".
في عام 2019م؛ نشرت أغنيتين هما: " Стартрек" ("Star Trek") في أبريل و "Моно" ("Mono") في يونيو، وهو أول عمل لها باللغة الروسية، وصدر الألبوم المكون من ثمانية مسارات في 26 يوليو.
أصدرت كاتينا عددًا من الأغاني المنفردة في عام 2020م، وتم نشر كتابها الصوتي EP Акустика (Acoustics) في أبريل، وفي يونيو من عام 2021م؛ أصدرت أغنية منفردة بعنوان «من الظلام Из темноты»،
في 27 يناير 2023 ، أصدرت أغنية "Tакси"، من ألبومها القادم باللغة الروسية، манекен (عارضة أزياء)، والذي من المقرر إصداره في 24 فبراير.

## ألبومات الاستوديو
| عنوان          | تفاصيل |
| -------------- | --- |
| هذا طبعي       | - صدر: 18 نوفمبر 2014 - ضع الكلمة المناسبة: Katina Music Inc. - التنسيق: تنزيل رقمي، قرص مضغوط                     |
| إستا صوي يو تو | - تاريخ الإصدار: 1 تموز (يوليو) 2016 - التسمية: كاتينا ميوزيك إنك، تسجيلات ماكيتا - التنسيق: تنزيل رقمي، قرص مضغوط |
| لوحدي          | - تاريخ الصدور: 26 يوليو 2019 - ضع الكلمة المناسبة: Katina Music Inc. - التنسيق: تنزيل رقمي، قرص مضغوط محدود       |

## أسطوانات مطولة
| عنوان                                    | تفاصيل                                      |
| ---------------------------------------- | ------------------------------------------- |
| جلسة RAW - 07.14.11                      | - تاريخ الصدور: 2011 - التنسيق: تنزيل رقمي  |
| لا تنسى أبدا (ريمكسات) (ضيف: THEE PAUS3) | - صدر: 2012 - التنسيق: تنزيل رقمي           |
| Акустика                                 | - تاريخ الاصدار: 2020 - التنسيق: تنزيل رقمي |

## ألبومات على الهواء
| عنوان                                                 | تفاصيل                                                                                       |
| ----------------------------------------------------- | -------------------------------------------------------------------------------------------- |
| عطلة نهاية الأسبوع في أوروبا للمشجعين 2013 على الهواء | - صدر: 17 مارس 2014 - ضع الكلمة المناسبة: Katina Music Inc. - التنسيق: تنزيل رقمي، قرص مضغوط |

## روابط خارجية
- لينا كاتينا على موقع IMDb (الإنجليزية)
- لينا كاتينا على موقع ميوزك برينز (الإنجليزية)
- لينا كاتينا على موقع إن إن دي بي (الإنجليزية)
- لينا كاتينا على موقع أول ميوزيك (الإنجليزية)
- لينا كاتينا على موقع ديسكوغز (الإنجليزية)
- لينا كاتينا على موقع قاعدة بيانات الفيلم (الإنجليزية)
- لينا كاتينا على موقع كينوبويسك (الروسية)